# 長興島 (大連市)

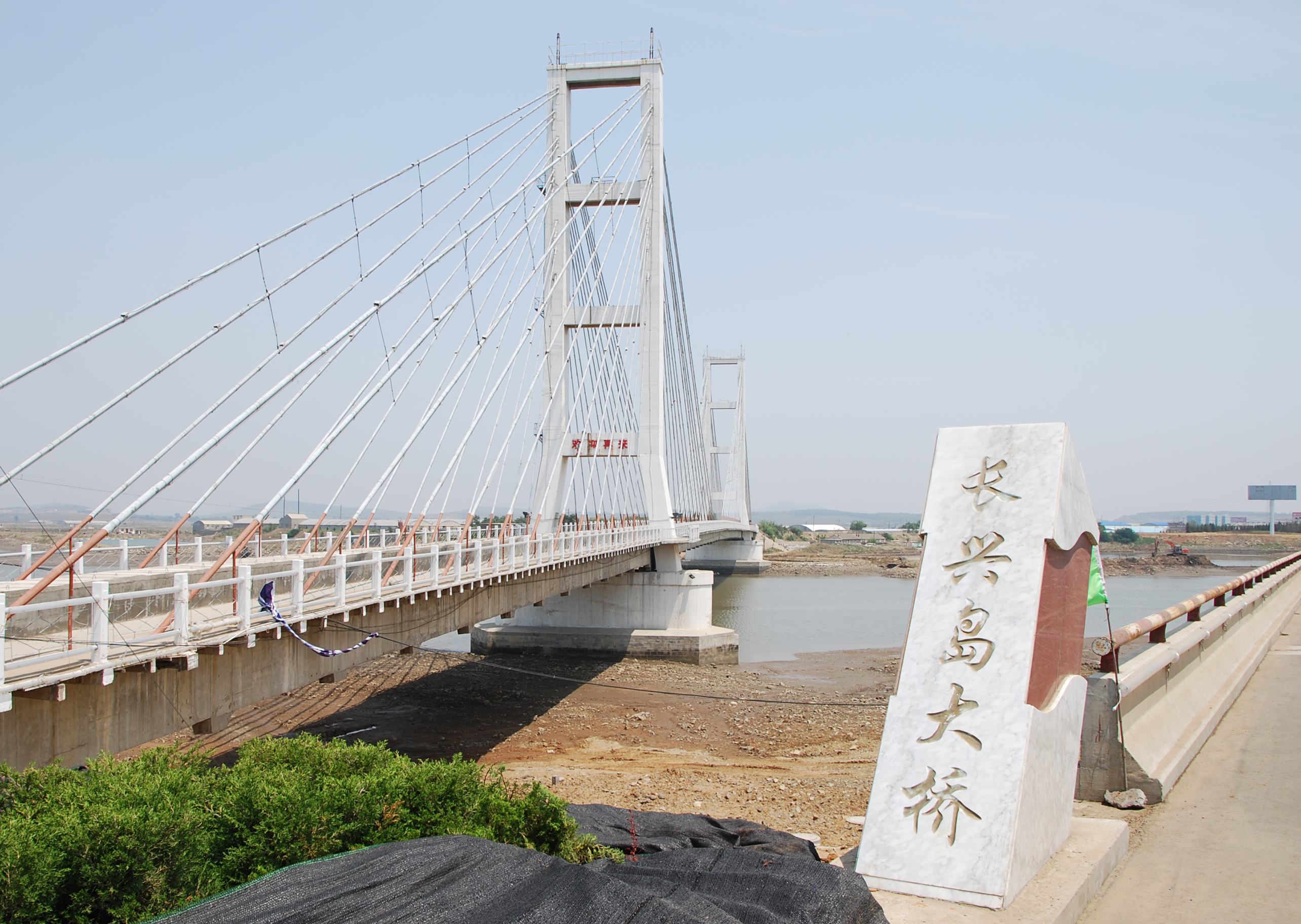
長興島側にある長興島大橋の橋名碑。左側は歩行者用の斜張橋

長興島（ちょうこうとう、簡体字: 长兴岛、拼音: Chángxīng Dǎo:チャンシンダオ）は渤海の東部にある島で、中華人民共和国遼寧省大連市内の瓦房店市に属する。

## 概況
長興島は渤海の東部にある島で、中華人民共和国遼寧省大連市内の瓦房店市に属する。大連市中心部からは130 kmのところにあり、東西30km、南北11km、総面積は252.5 km2で、島としては中国第5位の面積を持ち、長江以北では最大の島である。人口は6万人。

近年漁村から工業港に発展し、中日韓貿易区として開発中であり自由貿易区にする計画がある。主な産業は鉱業、造船業（世界第6位の造船メーカーである韓国のSTX造船が進出）、水産業。現在、インフラの整備が行われ、2007年末瀋大高速道路の老虎屯ICからの長興大道（片側3車線）が完成し、2009年9月には港湾橋北ICから直結する高速道路近道が完成する予定。また、島外と結ぶ鉄道の整備も行われている。
企業が税制優遇策により誘致され、すでに数百人の韓国人が働いている。また、日本人が開発した大連長興島ゴルフクラブがある。

## 大連長興島臨港工業区
この新しい工業区は長興島、交流島など5つの島にまたがり、総面積350 km2である。2002年1月に遼寧省政府が省級経済開発区に認定し、2006年に遼寧省の「五点一線」沿海工業区計画の一部として、2005年8月に大連長興島臨港工業区管理委員会が成立している。
すでに次のようなプロジェクトが動いている。
- 公共港湾及び長興島臨港物流園区（シンガポールIMC、大連港集団、長興島臨港工業管理委員会）
- 本土との間の架橋
- 国際ゴルフ場（大連長興島ゴルフ倶楽部）
- 石灰石の採掘（日鉄鉱業）
- 港湾
- 造船所（韓国のSTX造船海洋）
- 酸素工場（大陽日酸）
- 石油化学工場
- 風力発電所

## 参考
- 大連長興島臨港工業区
- 東北振興をひっぱる「五点一線」構想

## 参照項目
- 省級経済開発区